# Мята водная
Мята водная (лат. Mentha aquatica) — растение семейства Яснотковые, вид рода Мята.

## Биологическое описание
Многолетнее травянистое растение высотой до 90 см. Стебли волосистые, квадратные в сечении. Листья овальные 2—6 см длиной и 1—4 см шириной, иногда приобретают красноватый оттенок. При растирании издают характерный мятный запах. Цветки мелкие, светло-сиреневые, собранные в маленькие пушистые соцветия.
|             |  |
| Мята водная |  |

## Места произрастания
Мята водная распространена в Европе, средней полосе России, Юго-Западной Азии и Северо-Западной Африке. Растёт во влажной почве или возле ручьёв.

## Значение и применение
Мята водная может применяться в тех же целях, что и мята перечная (Mentha ×piperita), которая является гибридом мяты водной и мяты колосистой (Mentha spicata), то есть как пряно-ароматическое (добавка к различным блюдам и напиткам) и лекарственное растение.